# Cookie (cuisine)
Pour les articles homonymes, voir Cookie.
Un cookie (en Europe) ou biscuit aux pépites de chocolat (au Québec et au Nouveau-Brunswick) est un petit biscuit rond traditionnel de la cuisine des États-Unis, avec des brisures ou pépites de chocolat.  

## Étymologie

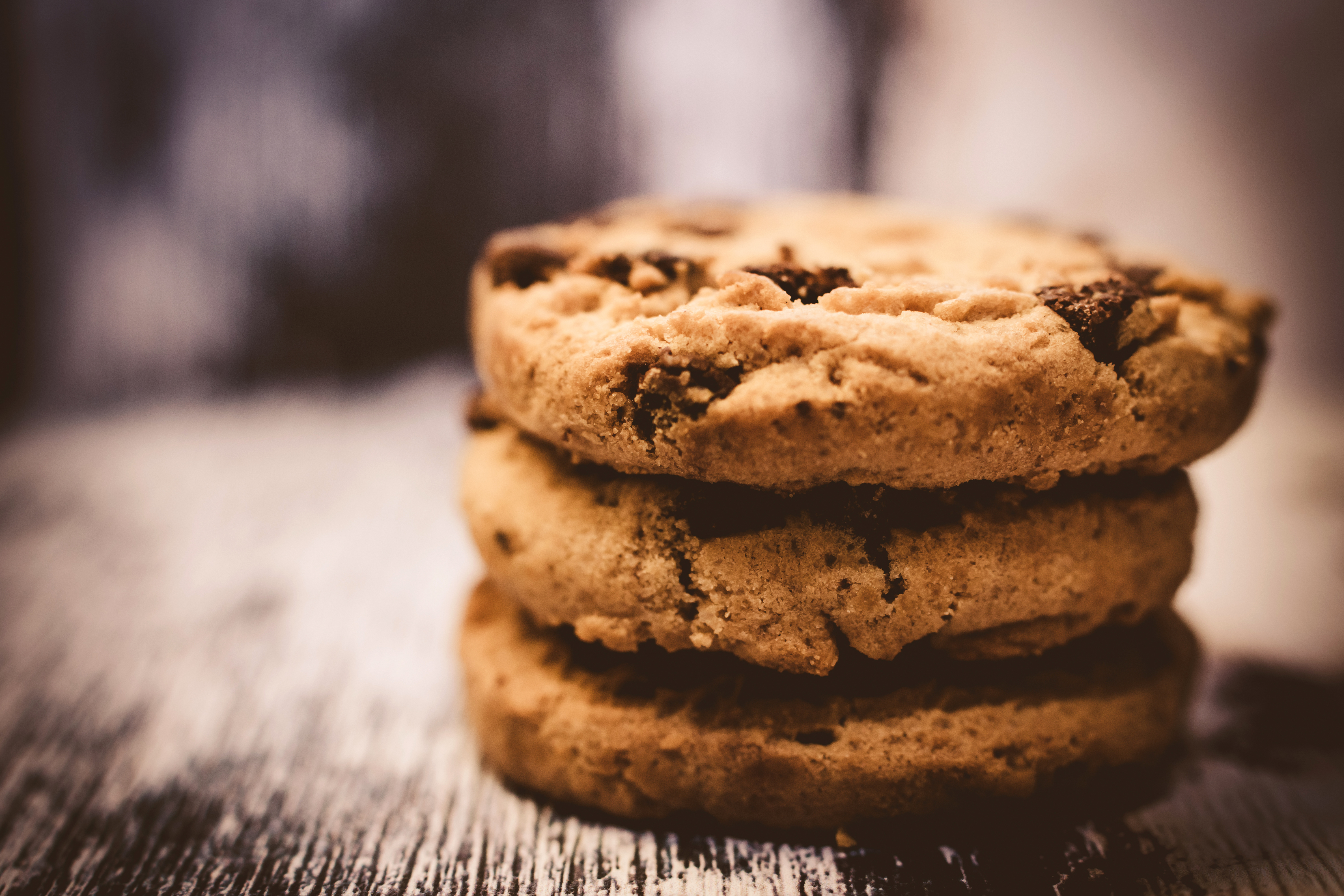

Le mot anglais « cookie » vient du néerlandais « koekje » (petit biscuit), introduit aux États-Unis par les colons  néerlandais de La Nouvelle-Amsterdam. C'est un terme utilisé en Amérique du Nord pour désigner toutes sortes de biscuits secs. Dans les autres pays anglophones, on utilise le mot « biscuit ».
En français, le mot « cookie » désigne généralement un type bien précis de biscuit rond aux pépites de chocolat appelé en anglais chocolate chip cookie (« petit biscuit aux pépites de chocolat »), ou parfois d'autres biscuits similaires.

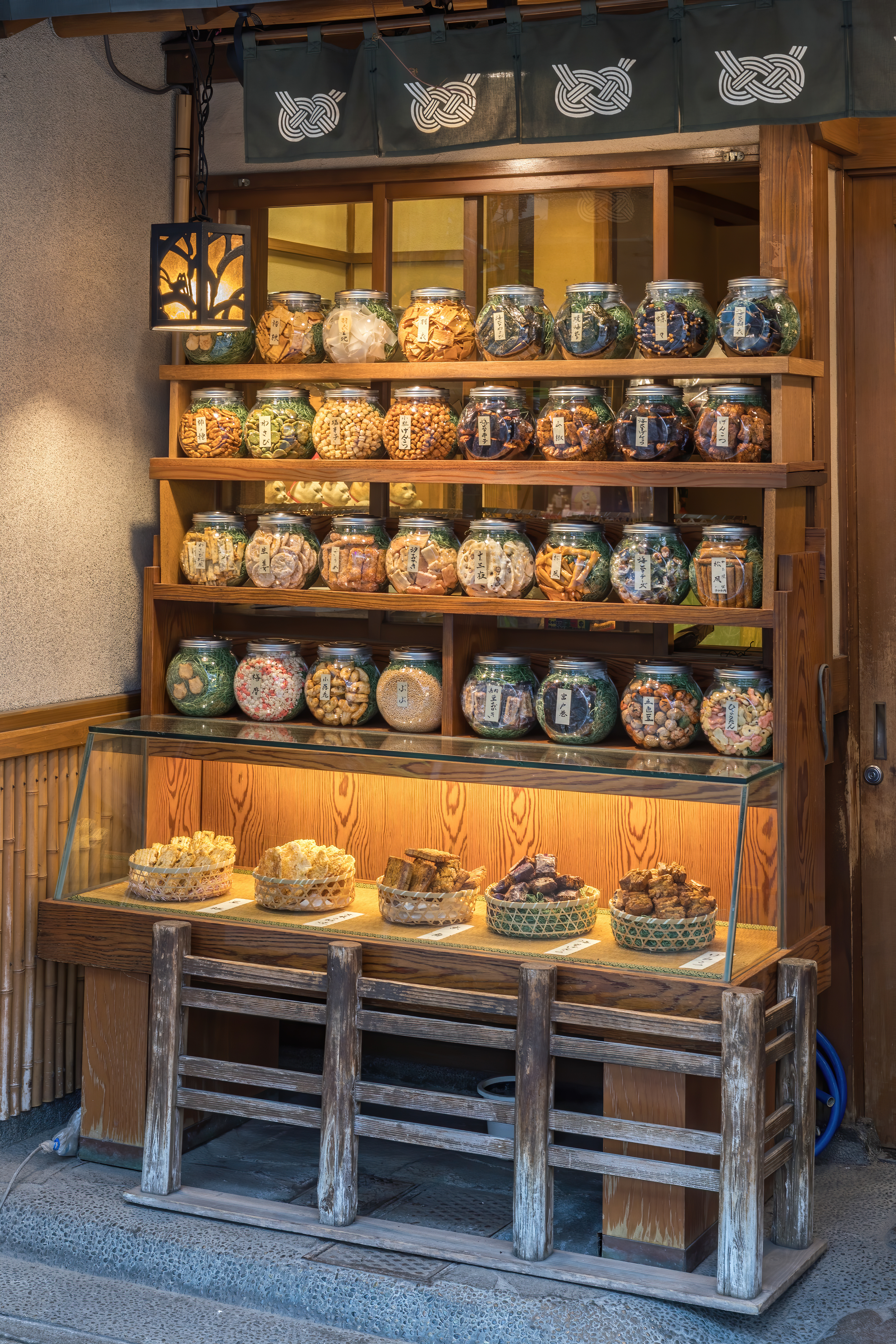
Commerce de cookies du quartier Asakusa de Tokyo.

Au Québec, les termes privilégiés par l'Office québécois de la langue française sont « biscuit aux pépites de chocolat » et « biscuit aux brisures de chocolat ».

## Dans le commerce

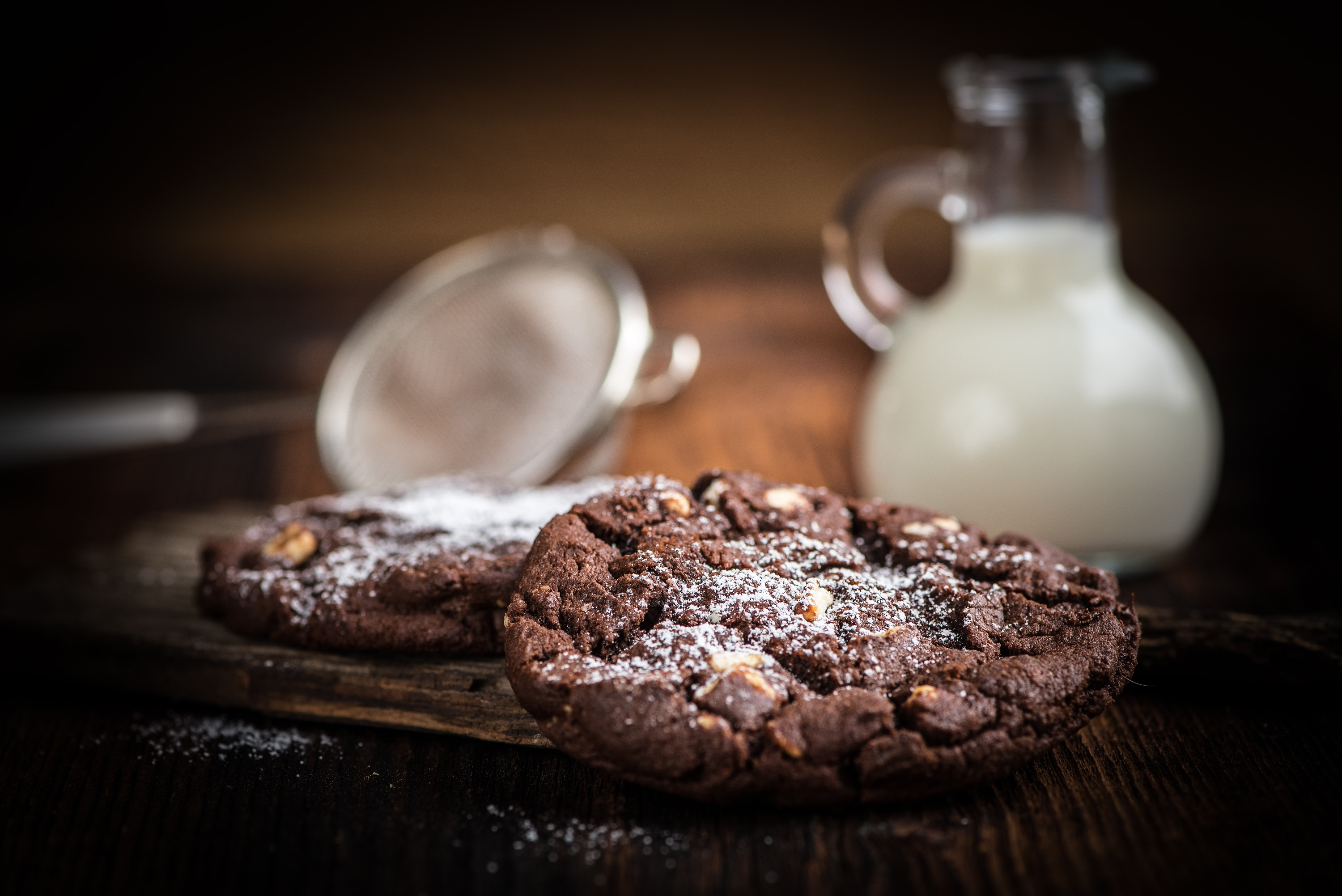

Ce type de gâteau est vendu à l'unité en boulangerie-pâtisserie ou en boîte à l'épicerie et dans les grandes surfaces.
Le cookie industriel est différent par sa texture s'apparentant davantage à un biscuit sec sablé qui s'émiette facilement. Le « fait-maison » est généralement plus tendre et moelleux.[réf. nécessaire]
Il existe notamment toute une variété de desserts (crèmes glacées, milk-shakes, cheesecakes, etc.) et autres sucreries qui ont la saveur du cookie, mentionnés cookie dough chip.
De nombreuses marques commercialisent des pâtes à cookies prête à l'emploi, et sous la forme de préparation en poudre.

## Histoire

### Invention

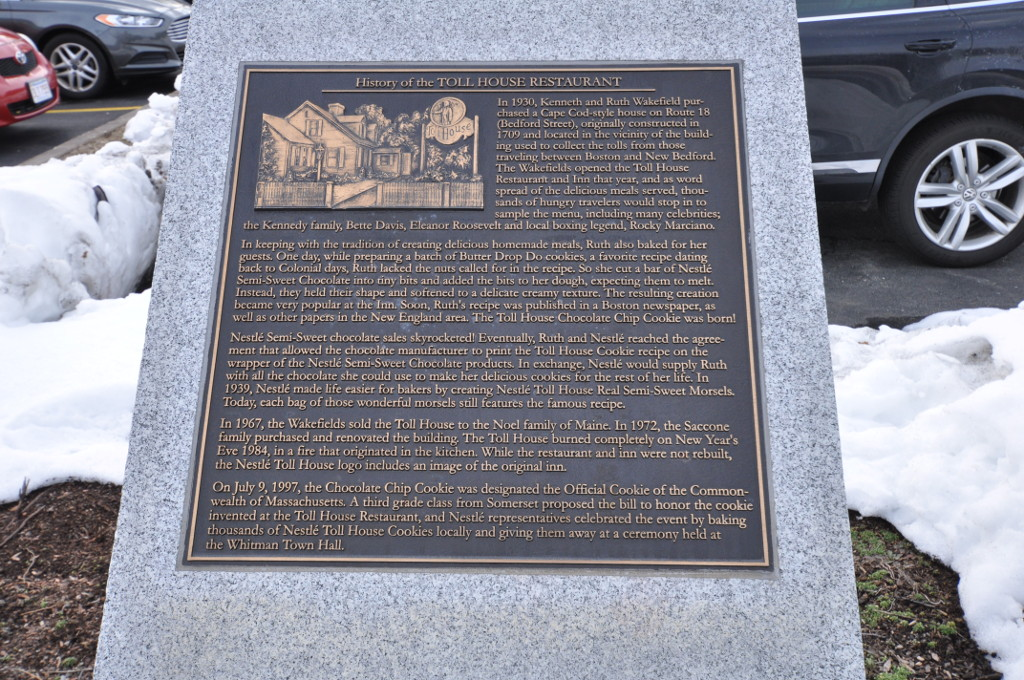
Plaque commémorative

Les premiers cookies sont difficiles à dater mais les premières traces de ce petit gâteau remontent à la fin du XVIIe siècle. En même temps que l’immigration se développe aux États Unis, les communautés, en particulier les Hollandais, emmènent avec eux un petit gâteau qu’ils désignent par le terme koekje. Il serait originairement consommé lors des célébrations de la nouvelle année où il est offert aux visiteurs, joint à un verre de Cherry Bounce, un cordial à la cerise.
Avec le développement des transports de marchandises, les recettes se diversifient (noix de coco, orange, etc.) Au début du XXe siècle, le gâteau prend de nombreux noms, souvent humoristiques : Jolly Boys, Jumbles, Plunkets, Graham Jakes, Branble, Tangle Breeches, Kinkawoodles, etc.
Le cookie que nous connaissons aujourd'hui a été inventé en 1938 par les cuisinières américaines Ruth Graves Wakefield et Sue Brides. Elles ont mis au point la recette durant la période où elles possédaient l'auberge Toll House Inn (en) à Whitman, dans le Massachusetts. À cette époque, la Toll House Inn était un restaurant populaire pour sa cuisine faite maison. Il est souvent dit, à tort, que les deux cuisinières ont inventé le cookie accidentellement, et qu'elles s'attendaient à ce que les bouts de chocolat fondent mais ont à la place créé le cookie au chocolat.
En réalité, Wakefield a affirmé avoir intentionnellement inventé le cookie. Elle a dit : « Nous avions servi un cookie, avec de la crème glacée. Tout le monde semblait adorer, mais j'essayais de leur donner quelque chose de différent. J'ai fini par inventer le cookie Toll House. ». Elle a ajouté des morceaux découpés d'une tablette de chocolat mi-sucré Nestlé dans un cookie. La recette originale du livre Toll House Tried and True Recipes s'appelle « Toll House Chocolate Crunch Cookies ». Wakefield donna la recette de ses cookies à Nestlé, qui la paya avec un approvisionnement à vie de leur chocolat.

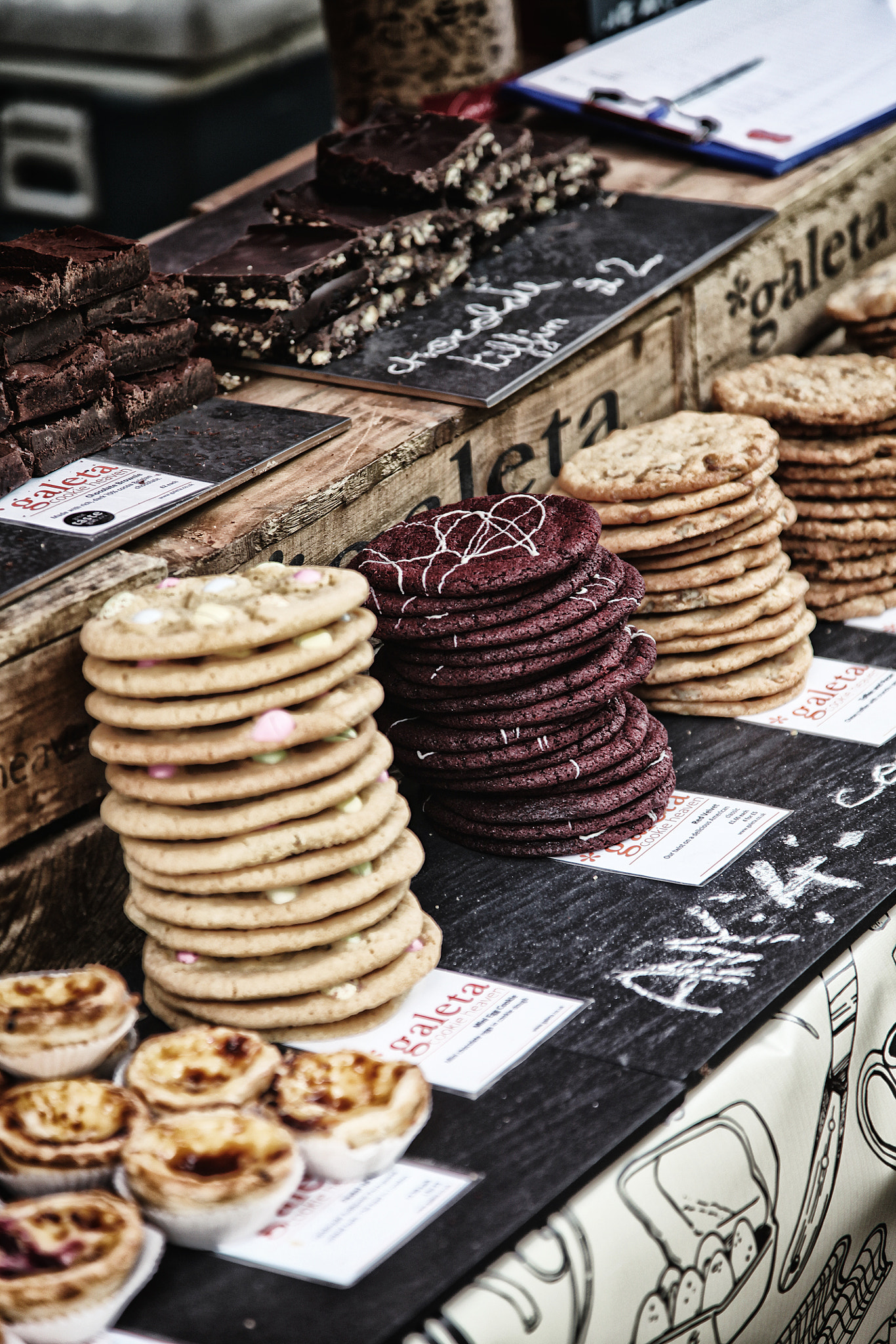

### Plus tard
Le livre de cuisine de Wakefield, Toll House Tried and True Recipes, a été publié pour la première fois en 1936 par M. Barrows & Company. L'édition 1938 de ce livre de cuisine a été la première à inclure la recette du Toll House Chocolate Crunch Cookie qui est rapidement devenu le cookie favori des Américains.
Lors de la Seconde Guerre mondiale, les soldats du Massachusetts qui étaient stationnés à l'étranger partageaient les cookies qu'ils recevaient dans leurs emballages CARE (en) avec les soldats originaires d'autres États des États-Unis. Rapidement, des centaines de soldats se sont mis à demander à leurs familles de leur envoyer des cookies Toll House, et Wakefield a été peu après inondée de demandes de partout dans le monde, lui demandant sa recette; ainsi débuta l'engouement national pour les cookies,. La demande de ces cookies aida à propager sa popularité au-delà de la côte est des États-Unis. La recette du cookie est arrivée au Royaume-Uni en 1956, les cookies Maryland (en) étant un des cookies les plus vendus au Royaume-Uni.

### Ingrédients
La recette d'origine a été transmise à la fille de Sue Brides. Lors d'une interview en 2017, elle l'a partagée:
- 350 g de graisse alimentaire
- 265 g de sucre
- 265 g de vergeoise
- 3 œufs
- 7,5 g de sel
- 750 g de farine
- 7,5 g d'eau chaude
- 7,5 g de bicarbonate de sodium
- 7,5 g de vanille
- des pépites de chocolat

Le livre de cuisine Toll House Tried and True Recipes indique d'utiliser 2 tablettes de chocolat mi-sucré Nestlé, découpées en morceaux de la taille d'un petit pois.

### De nos jours

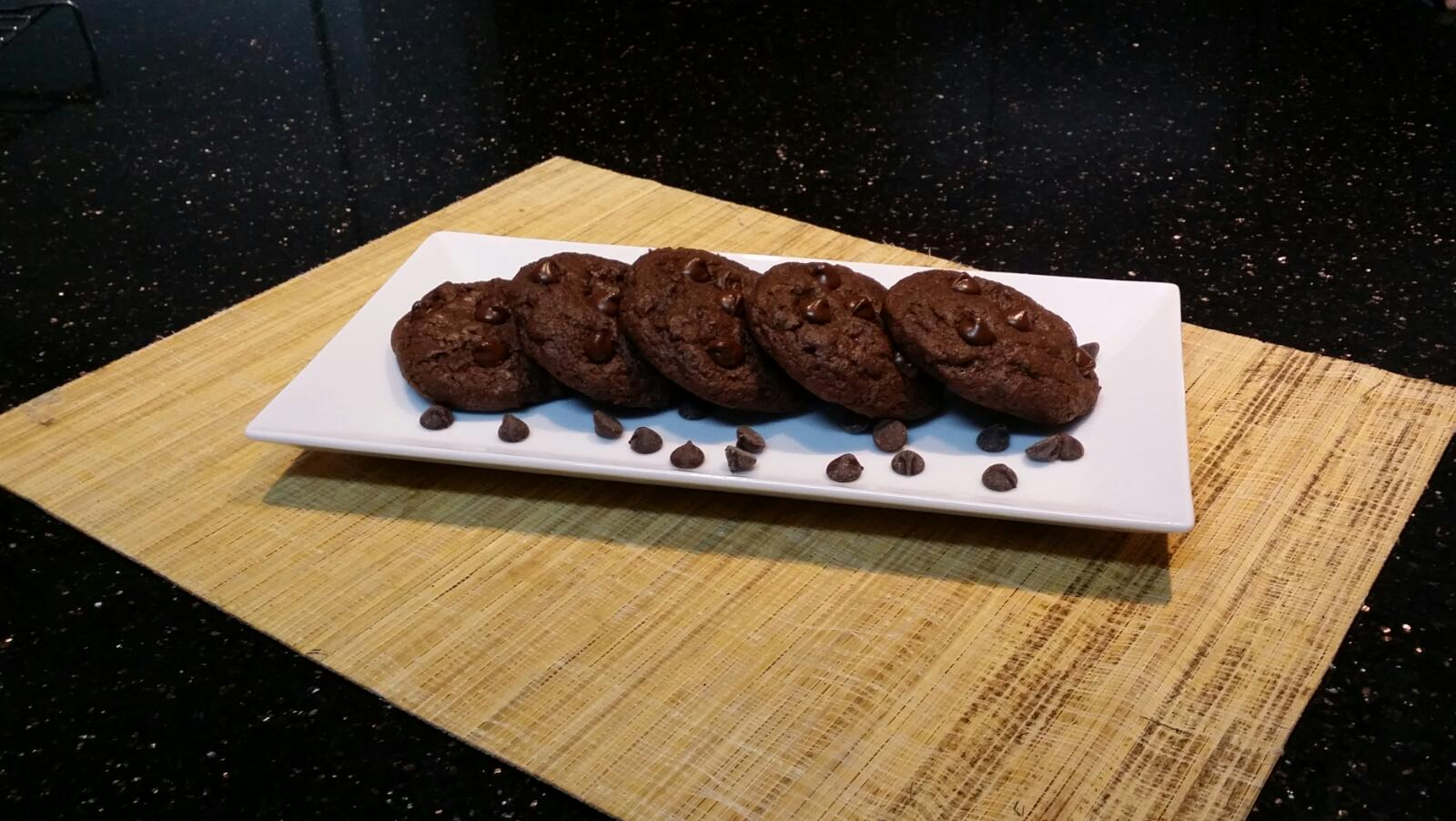

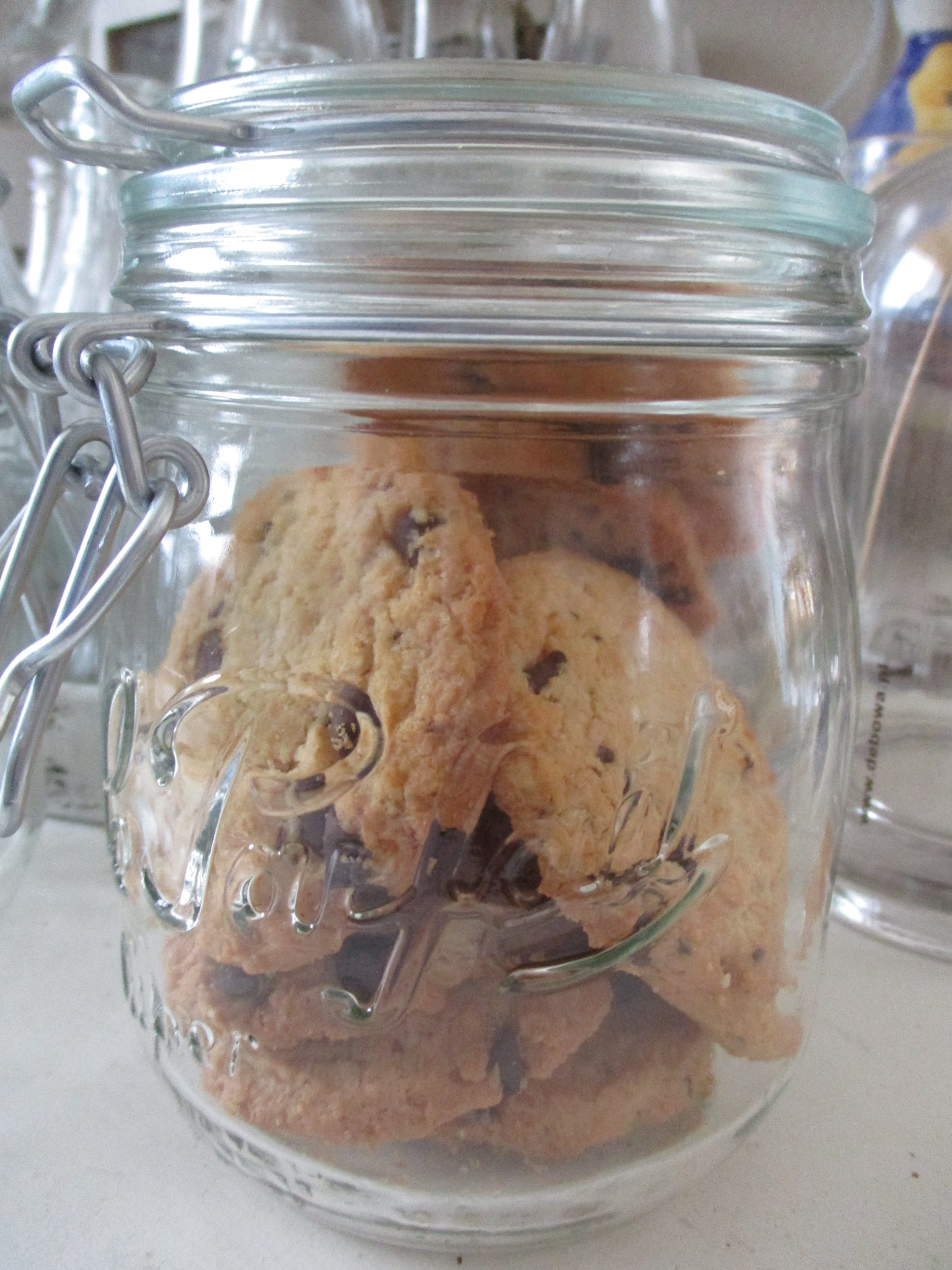

La recette Toll House, figure sous de nombreuses variantes sur les emballages de différentes marques de pépites de chocolat vendues aux États-Unis ou au Canada. La quasi-totalité des livres de cuisine orientés sur la pâtisserie contiennent au moins une recette de cookie.
Quasiment toutes les pâtisseries proposent leur propre version du cookie, sous la forme de produit emballé ou prêt à la cuisson. Il existe au moins trois filières d'Amérique du Nord qui vendent des cookies fraîchement préparés dans des centres commerciaux et magasins indépendants. Plusieurs entreprises - incluant les hôtels Doubletree (en) - offrent des cookies fraîchement cuits à leurs clients pour se démarquer de leurs concurrents.
Pour célébrer la création du cookie dans l'État du Massachusetts, l'État a désigné, le 9 juillet 1997, le « cookie aux pépites de chocolat » (chocolate chip cookie en anglais, celui qu'on appelle en français simplement « cookie ») comme étant le Biscuit Officiel de l'État, grâce à la proposition d'un enfant de CE2 (third-grade class en anglais, équivalent de notre classe de CE2).